# Романчук, Леся Ивановна
Леся Ивановна Романчу́к (род. 28 июля 1955, пос. Транспортный, Магаданская область, СССР) — украинский врач, преподаватель, писательница, бард. Член Национального Союза писателей Украины (1999), кандидат медицинских наук, доцент.

## Биография
Родилась в посёлке Транспортный Тенькинского района Магаданской области, где отбывали ссылку после заключения в лагерях Дальлага её родители. Обучение начала в начальной школе рудника им. Гастелло Тенькинського района. После окончания срока ссылки в 1963 г. семья переехала на Украину в г. Тернополь.

### Образование
Леся Романчук с золотой медалью окончила среднюю школу № 1 (ныне — гимназия) в г. Тернополе, с отличием — в 1979 г. Тернопольский медицинский институт (ныне — медицинский университет им. И. Горбачевского). 15 лет работала преподавателем Кременецкого, затем Чертковского медицинского училища, с 1994 года работает на кафедре акушерства и гинекологии Тернопольского государственного медицинского университета. В 1998 году защитила диссертацию на тему: «Профилактика послеродовых воспалительных заболеваний у родильниц с анемией», кандидат медицинских наук, и с 2005 года — доцент.

### Работа
Леся Романчук является специалистом в области акушерства и гинекологии, автором ряда учебников. Преподает в Тернопольском медицинском университете.

### Общественно-политическая деятельность
Активная участница Революции достоинства в Тернополе. Доверенное лицо кандидата в президенты Петра Порошенко на выборах 2014 года.

### Семья
- Отец Иван Романчук (1922—1972) — член ОУН, создал в Чертковской гимназии (Тернопольская область) группу сопротивления коммунистическому режиму, куда вошли 8 гимназистов. В сентябре 1940 года арестован, приговорен к 10 годам заключения, срок отбывал в лагерях Магаданской области. После окончания срока окончил Магаданский горный техникум. С возвращением в Тернополь работал инженером в тресте «Тернопольсильбуд».
- Мать Лидия Романчук (род. в 1926, с. Дермань Ровенской области) — связистка и медсестра УПА, псевдоним «Арина».
- Муж Тарас Коковский (род. 1956) — пастырь Украинской лютеранской церкви, литератор, переводчик.
- Дочь Наталья Колтун (род. 1975[1]) — украинская журналистка, радиоведущая.
- Сын Александр Куртиш (1985—2013).

## Творчество
Автор 6 сборников стихов и нескольких романов.

### Поэтические сборники
- «Синьооке диво» (1995),
- «Тобі» (Тернополь, «Лілея», 1996),
- «Жінка з гітарою» (1997),
- «Слово честі» (Тернополь, «Горлиця», 1998),
- «Над світом і собою» (Тернополь, «Джура», 2003),
- «Танок пера на обрії світанку» (Тернополь, «Джура», 2005),
- "На ноті «ЛЮ». (Тернополь, «Астон», 2010),
- «З твого небесного крила» (Тернополь, «Джура», 2014).

### Проза (романы)
- «Не залишай…». Роман у 8-ми книгах (Тернополь, «Джура», 2001—2004),
- «Граvitaція». Роман у 4-х книгах (Тернополь, «Навчальна книга — Богдан», 2004—2005),
- "Чотири дороги. Роман у 9-ти книгах (Тернополь, "Навчальна книга — Богдан, 2006—2009),
- «У мереживі мережі» (Тернополь, «Навчальна книга — Богдан», 2008),
- «Місто карликів». Роман у 4-х книгах. (Тернополь, «Навчальна книга — Богдан», 2009—2012),
- Маленькі чудеса гормонів. Розмова з гінекологом. (Харьков, «Ранок», 2009),
- «Лицарі любові і надії» (Тернополь, «Навчальна книга — Богдан», 2010—2011),
- «София. Не оставляй…» (Москва, «Мир и образование», 2013),
- «Цвіте терен». Роман у 4-х книгах. (Тернополь, «Навчальна книга — Богдан», 2014).
- «Благословен, хто йде…». Роман у 3-х книгах, книга 1-ша (Тернополь, «Навчальна книга — Богдан», 2016).
- «Місто карликів». Роман у 4-х книгах. Подарункове видання (Тернополь, «Навчальна книга — Богдан», 2018)
- «Софія». Роман у 8-и книгах. Подарункове видання (Тернополь, «Навчальна книга — Богдан», 2018)

### Медицинская литература
Автор нескольких десятков научных работ, соавтор 15 учебников по акушерству и гинекологии для студентов высших медицинских учебных заведений на украинском, русском и английском языках. Основные:
- «Акушерство» для фельдшерів та акушерок (1998),
- «Гінекологія» для фельдшерів та акушерок (1998),
- «Гінекологія» для студентів вищих медичних навчальних закладів (1999),
- «Медсестринство в акушерстві» (2000),
- «Медсестринство в гінекології» (2000),
- «Gynecology» (англ., 2003),
- «Гінекологія» (Тернопіль, «Підручники і посібники», 2006),
- «Акушерство» (Тернопіль, «Підручники і посібники», 2008),
- «Акушерство» (Тернопіль, «Підручники і посібники», 2010),
- «Гінекологія» за редакцією академіка В. І. Грищенка (авторматеріалів розділу «Запальні захворювання», Харків).

### Аудиоальбом
- «Кожна жінка — чарівниця».

## Награды
- награда Тернопольского городского совета III степени (2010)
- литературная премия имени Уласа Самчука,
- знак отличия президента Форума издателей (г. Львов, 2014) — «Лучший автор»,
- литературная премия журнала «Литературный Тернополь»,
- областная премия имени Богдана Лепкого в номинации «Литература» — за роман «Рыцари любви и надежды» (г. Тернополь, 2011)[2],
- «Золотой писатель Украины» от «Коронации слова» (2015),
- Орден княгини Ольги III степени (2019)[3].

## Чествование
В 2013 году на Аллее звёзд в Тернополе установлена звезда Леси Романчук.